# MONTAGE (中島健人の曲)
『MONTAGE』（モンタージュ）は、中島健人の1stシングル。2025年5月21日にソニー・ミュージックエンタテインメントから発売された。
表題曲である「MONTAGE」はCD発売に先駆け、4月11日に先行デジタル配信された。

## 概要
初回限定盤A（CD+BD/DVD）、初回限定盤B（CD+BD/DVD）、通常盤の3形態でリリースされた。
表題曲の「MONTAGE」はフジテレビ系ノイタミナアニメ『謎解きはディナーのあとで』オープニング・テーマで、ミステリアスな世界観とダンサブルなメロディが特徴的な、スリリングでアップテンポなナンバー。アーティスト名や楽曲名が伏せられたまま楽曲のみ解禁されていたが、4月11日に放送された第1話で主題歌情報が謎解きのごとくサプライズ解禁された。以前からもっていた「アニメの主題歌をやりたい」という目標を叶え、中島は本作で初めてソロとしてアニメの楽曲を担当。以前から実写ドラマ版のファンだったこともあり、今回自分が担当することになったことに縁を感じ、実写版に出演していた櫻井翔や北川景子にも自ら報告した。2024年12月に発売されたソロアルバム『N / bias』のリリース前から草案があり、制作期間も長めだったため、中島はアニメを全話観たうえでキャラクター像を意識して歌詞を書いたり（cAnON.と共作）、タイトルを考えることができたという。また、楽曲のテーマとして「ハテナ」＝「未来」＝「未知を解き明かすことで未来に進むことができる」を掲げ、歌詞に〈迷宮〉や〈Question mark 晴れるまで〉〈It's just a detective game 劈く〉などの言葉を入れ、Aメロは特に難解な歌詞になるよう意識して制作された。なお、本作は曲が先にできており、それに後から歌詞をあてる手法がとられたが、楽曲提供を受けた澤野弘之には、うまくはめ込めなかった〈ディナーのあとで〉という歌詞の入れ方など、アドバイスをもらいながらレコーディングに臨んだことを明かしている。
MVは「迷夢」に引き続きYERDが手掛けており、撮影は「中島健人のソロだからこそできる、見たことがないMVを撮りたい」というところから始まり、完成するまで何テイクも重ねるハードな現場であったという。中島自身がストーリー性のあるMVの方が好みであることもあり、本作では作中で芝居をし、中島演じる探偵と犯人が交差したり、光と闇の中でのダークな世界観が展開していく構図となっている。また、最後は探偵側の中島健人がベンチに座って少し悲しそうに悔しがる表情を見せるが、それは犯人が捕まらなかったからなのか、中島自身が犯人だからなのか、含みをもたせたことでファンの間でも考察される内容に仕上がった。4月11日21:00からYouTubeでプレミア公開され、4月26日時点で300万回再生、5月3日時点で400万回再生を突破した。振付は「THE CODE」も手掛けたKAZtheFIREが担当しており、歌い方や言葉に連動した振付がなされている。のちにダンスプラクティス動画も公開された。

## 特典
封入特典
3形態分のシリアルコードで『MONTAGE』ナンバリングプレート付の豪華額装写真が10名に当たるプレゼント企画あり。
- 初回限定盤A・B - PHOTO BOOK（32P）、スペシャルプレゼント応募用シリアルコード
- 通常盤 - PHOTO BOOK（16P）、スペシャルプレゼント応募用シリアルコード

先着購入特典
- 「MONTAGE」オリジナルフォトカード（3形態で絵柄は異なる）

## 収録曲
クレジット出典

### CD
1・2曲目は全形態共通。

#### 通常盤
1. MONTAGE［3:02］
作詞：cAnON.、Kento Nakajima / 作曲・編曲：澤野弘之
フジテレビ系ノイタミナアニメ『謎解きはディナーのあとで』オープニング・テーマ[12]。
2. 碧暦［3:05］
作詞：岡嶋かな多、Kento Nakajima / 作曲：岡嶋かな多、LOAR、MONJOE / 編曲：MONJOE
葛飾北斎をテーマにした次世代型イマーシブ体験「HOKUSAI: ANOTHER STORY」とのコラボレーションソング[25]。読み：へきれき[25]。
北斎の代表作である「富嶽三十六景」シリーズなどで印象的な「青＝碧」をテーマに中島が岡嶋かな多と作詞を担当した[25]。当初は海外への広がりを意識して「言葉」や「旅」をテーマにした曲になりそうだったが[14]、90歳まで創作を続けてたことで青春時代ともいえる時間が長かった北斎のように、自分にとっての青春（Sexy Zone）時代から大切にしてきたメンバーカラーの青を入れ、より深みを持たせたいということから、宝石などの表現にも使われる「碧」を採用[16]。北斎も自身も終わらない青春＝青い暦を過ごしている＝「碧暦」という造語に決まった[14]。楽曲は80'sテイストで[16]、中島が昔から仲が良かった岡嶋とは多くディスカッションを重ね、最終的にデモとはサビも全く違うメロディーで完成した[14]。
4月24日から6月1日まで、東急プラザ渋谷3F特設イベントスペースでは「碧暦 NEW EXPERIENCE」として幅14メートル×縦3メートルのLEDディスプレイで「碧暦」のMVが先行公開された[25]。
3. Jasmine Tea［3:30］
作詞・作曲：Kento Nakajima / 編曲：c.kid、Kento Nakajima
2023年の9月ごろに制作された楽曲で[14]、過去にInstagramでのみ発表した楽曲[16]。毎日が辛かった当時、ゆっくりお茶を飲むような感覚で聴ける曲を作ってみようという思いで[16]、東方神起に会った韓国からの帰りの飛行機の中で詞を書き始め[14]、帰国して歌詞を完成させてからc.kidと一緒にトラックを作成し、MVも自分で制作した[16]。本シングルに収録するために改めてレコーディングしたが、当時作ったときのような感覚では歌えず納得がいかなかったため、結局中島の自宅で録音した元の音源が採用されている[16]。
4. MONTAGE -Instrumental-

#### 初回限定盤A
1. MONTAGE
2. 碧暦
3. JUST KENTY☆［3:01］
作詞：Kento Nakajima / 作曲：INFX、Corbin / 編曲： Makura
カラフルなポップチューンで、スターとファンの関係を描いた楽曲[16]。中島曰く「遊園地みたいな楽曲」で、"LOVE KENTY"（「CANDY 〜Can U be my BABY〜」のコール）が進化したもの[14]。直訳すると「ただ、ケンティー」だが、聴いてくれた人が「ケンティーしてほしい」（＝自分の中で幸せを感じたり、エンジョイしてほしいの意）という気持ちを込めて制作された[14]。一度は直球すぎるのではという懸念から「The First Star」というタイトルに変わったが、レコーディングの際にスタッフを含めやはり「JUST KENTY☆」の方が良い、「CANDY 〜Can U be my BABY〜」の親友のような曲になってほしいという思いからタイトルが戻った経緯がある[16]。

#### 初回限定盤B
1. MONTAGE
2. 碧暦
3. SUPERNOVA［2:45］
作詞：HIKARI / 作曲：HIKARI、Geek Boy Al Swettenham / 編曲：Geek Boy Al Swettenham
シックな雰囲気のダンスチューンで[16]、本シングルの中で唯一デモ曲の中から選んだ1曲[14]。宇宙を表した神秘的な歌を[14]、中島の強みでもあるファルセットで表現している[16]。

### BD/DVD

#### 初回限定盤A
- MONTAGE（Music Video）
- MONTAGE（Music Video MAKING SCENE）
- MONTAGE（RECORDING SCENE）

#### 初回限定盤B
- 特典映像「Special Bonus Movie - キャンプに行こう-」

## チャート成績
オリコンでは初週56,418枚を売り上げ、6月2日付「週間シングルランキング」で第3位にランクイン。デジタルの売上も含めた同日付「週間合算シングルランキング」では63,251Pで第2位となった。